# 愛在西元前
《愛在西元前》是一首由周杰伦演唱，方文山作词的歌曲，收录在周杰伦的专辑《范特西》中。
这首歌还获得了2002年的第13届金曲奖最佳作曲人奖，方文山也因着这首歌获提名金曲奖最佳作词人奖。